# Синицино (Воронежская область)
Синицино — посёлок Верхнехавского района Воронежской области.
Входит в состав Верхнемазовского сельского поселения.

## География

### Улицы
- ул. Мира.

## Население
| 2000 | 2005 | 2010 |
| ---- | ---- | ---- |
| 29   | ↘20  | ↘1   |